# Фрайтаг, Джон
Джон У. Фрайтаг (англ. John W. Freitag; 3 мая 1877, Колумбия, Иллинойс — 20 октября 1932, Сент-Луис, Миссури) — американский гребец, бронзовый призёр летних Олимпийских игр 1904.
На Играх 1904 года в Сент-Луисе Фрайтаг участвовал только в соревнованиях четвёрок без рулевого. Его команда заняла третье место и выиграла бронзовые медали.